# Stenophylax barnolanus
Stenophylax barnolanus är en nattsländeart som beskrevs av Navás 1917. Stenophylax barnolanus ingår i släktet Stenophylax och familjen husmasknattsländor. Inga underarter finns listade i Catalogue of Life.